# Rosália de Ivrea
Rosália de Ivrea, também chamada Rosália de Itália ou Susana de Itália (em italiano: Rozala; c. 950/960 - Gante, 13 de dezembro de 1003 ou 7 de fevereiro de 1004),  foi condessa de Flandres e depois rainha consorte de França, casada com Roberto II de França. 

## Relações familiares
Foi filha de Berengário II de Itália, rei da Itália, e de Willa III de Toscana-Arles, sendo portanto descendente de Carlos Magno.
Casou-se em primeiras núpcias com Arnulfo II da Flandres, conde da Flandres, de quem nasceram:
1. Balduíno IV da Flandres [3] (980 - 30 de maio de 1035)[4][5]
2. Odo de Cambrai
3. Matilde da Flandres (m. 995)

Como os seus filhos ainda não tinham atingido a maioridade à data da morte de Arnulfo, Rosália assumiu a sua tutela e a regência do condado.
Apesar da sua idade, casou-se de seguida com Roberto II de França, Rex Filius de França, em 988 ou 989, segundo a vontade do pai deste, Hugo Capeto. O objetivo da união passava por juntar o dote de Montreuil-sur-Mer e Ponthieu aos domínios reais.
Com a morte de Hugo Capeto em 996, Roberto repudiou-a para se casar com o seu amor Berta da Borgonha, mas guardou o dote. Rosália, que mudara o seu prenome para Susana ao se tornar rainha de França, retirou-se para a Flandres, onde morreu e foi sepultada.